# Achaemenes malaisei
Achaemenes malaisei är en insektsart som beskrevs av Synave 1953. Achaemenes malaisei ingår i släktet Achaemenes och familjen kilstritar. Inga underarter finns listade i Catalogue of Life.